# Michael Kuhn (Journalist)

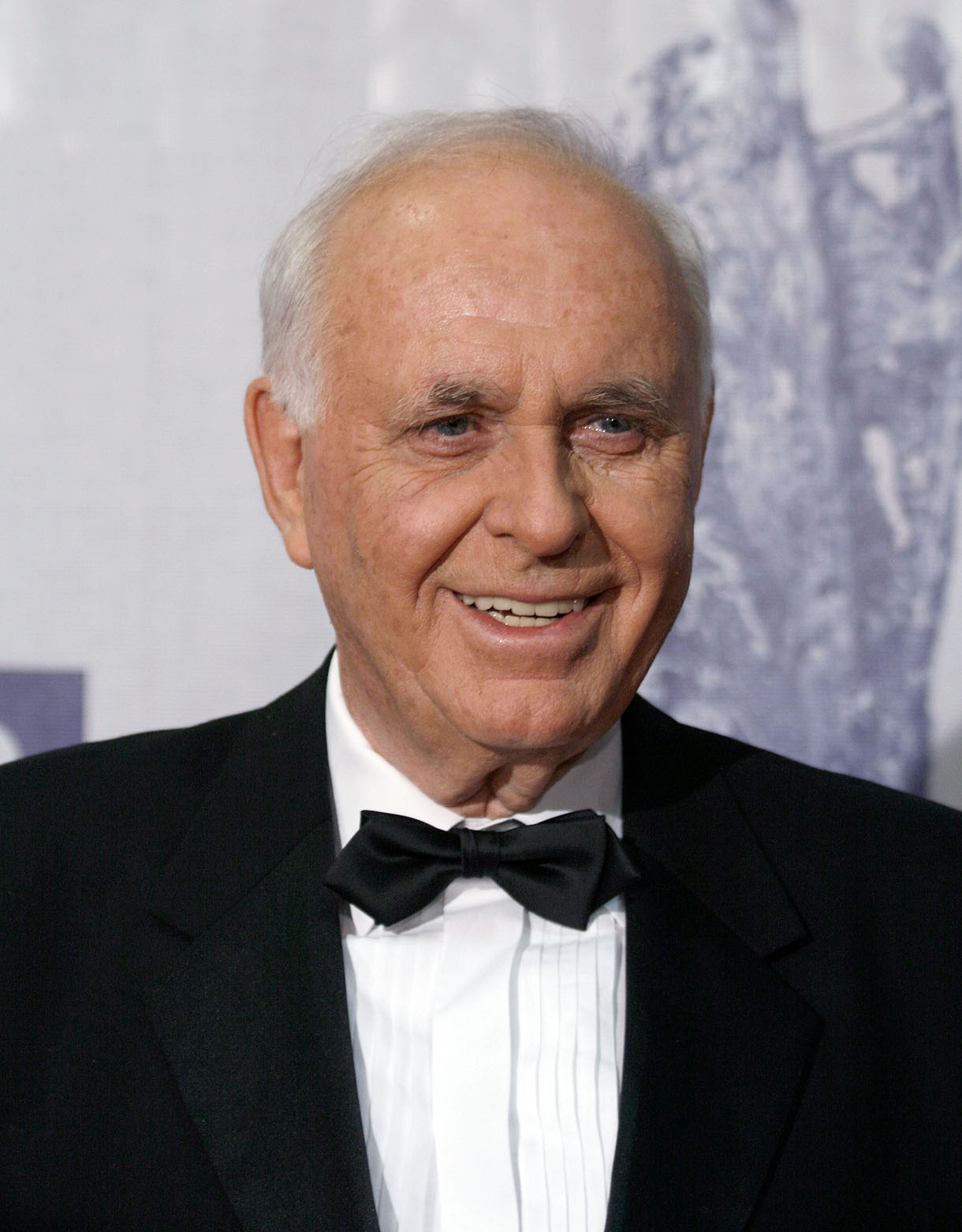
Michael Kuhn (Gala-Nacht des Sports 2009)

Michael Kuhn (* 28. Oktober 1937 in Wien) ist ein ehemaliger österreichischer Sportredakteur des Österreichischen Rundfunks.

## Leben
Michael Kuhn sammelte seine ersten journalistischen Erfahrungen als freier Mitarbeiter der Wiener Illustrierten Wiener Montag und beim ÖVP-Blatt Neue Österreichische Tageszeitung. Er kam 1959 als Sportchef zur gerade gegründeten Neue Kronen Zeitung und blieb ihr und Krone-Chef Hans Dichand lange Zeit treu. Bei der Neuen Kronen Zeitung wurde er stellvertretender Chefredakteur. Ab 1965 bis Anfang 1993, also fast dreißig Jahre lang, war er als Kommentator bei Fußballspielen und Skirennen für den ORF tätig.
In Österreich war Michael Kuhn einer der profiliertesten Sportjournalisten, von 1959 bis 2006 schrieb der Ski- und Fußball-Experte für die Kronen Zeitung. Am 22. Januar 2019 wurde dem damals 81-jährigen Wiener in Lausanne bei den AIPS Awards der Sonderpreis für sein Lebenswerk verliehen.
Es kam zur Trennung vom ORF, der damalige Generalintendant Gerd Bacher sah eine Verquickung zwischen der Krone Zeitung und dem ORF für unvereinbar.
Er ist seit 1997 Präsident der Sports Media Austria, des Verbandes österreichischer Sportjournalisten.

## Privates
Michael Kuhn ist mit Woman-Astrologin Helga Kuhn verheiratet.

## Auszeichnungen
- 2015: Großes Goldene Ehrenzeichen für Verdienste um das Bundesland Niederösterreich
- 2024: Sportler des Jahres: Auszeichnung mit einem Special-NIKI[5]
- 2024: Journalist des Jahres: Auszeichnung für das Lebenswerk[6]